# Acosmetia caliginosa
Acosmetia caliginosa là một loài bướm đêm trong họ Noctuidae. Loài này được Hübner miêu tả khoa học lần đầu tiên năm 1813.

## Hình ảnh

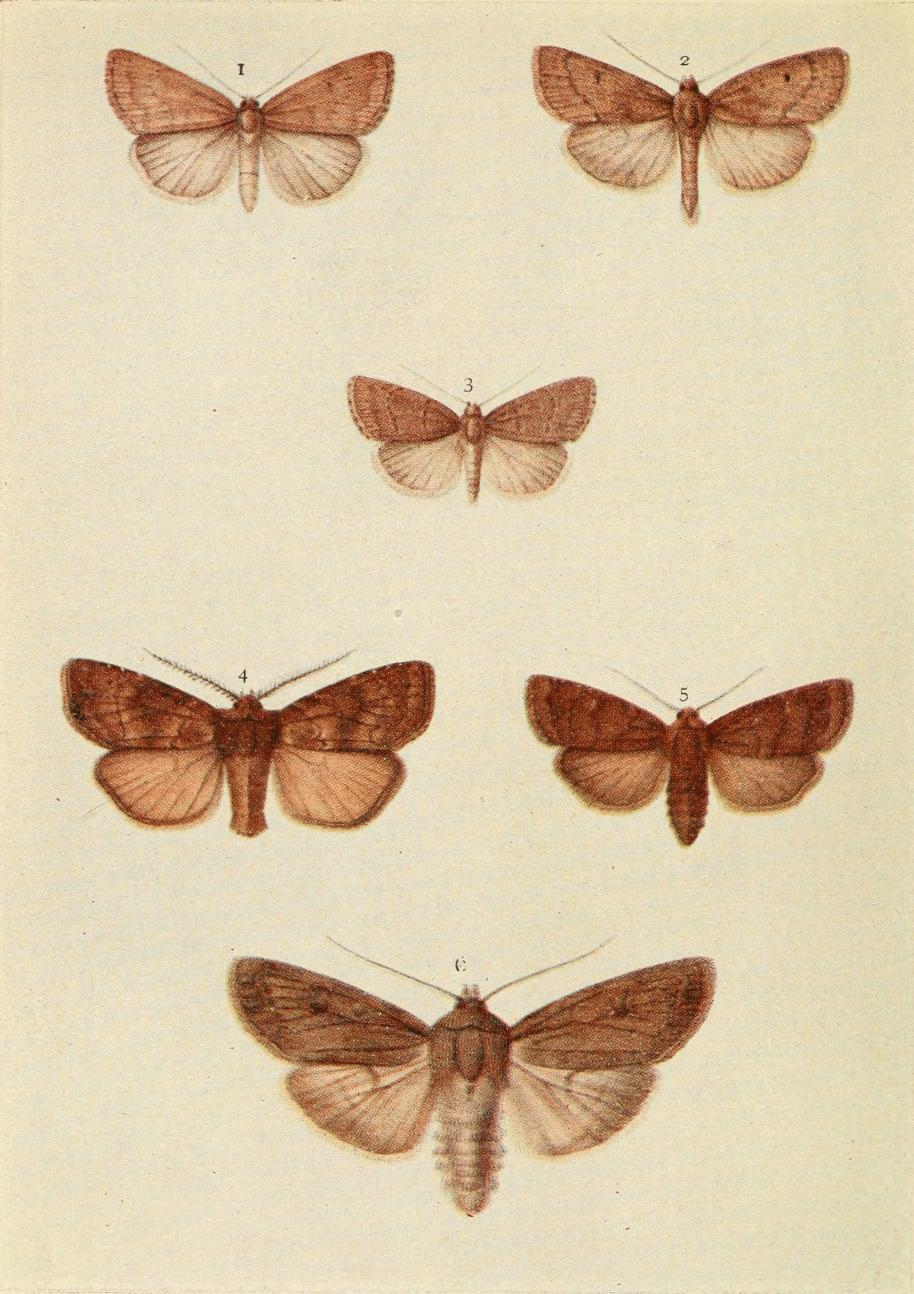